# Ялта
Я́лта (крим. Yalta, грец. Γιάλτα) — місто-курорт в Україні на південному узбережжі Криму, популярний центр міжнародного туризму і відпочинку, найпопулярніший морський курорт Криму. Центр Ялтинського району у складі Автономної Республіки Крим, колишне місто республіканського підпорядкування. В епоху середньовіччя відома під назвами Джаліта, Яліта, Кауліта.

## Географія

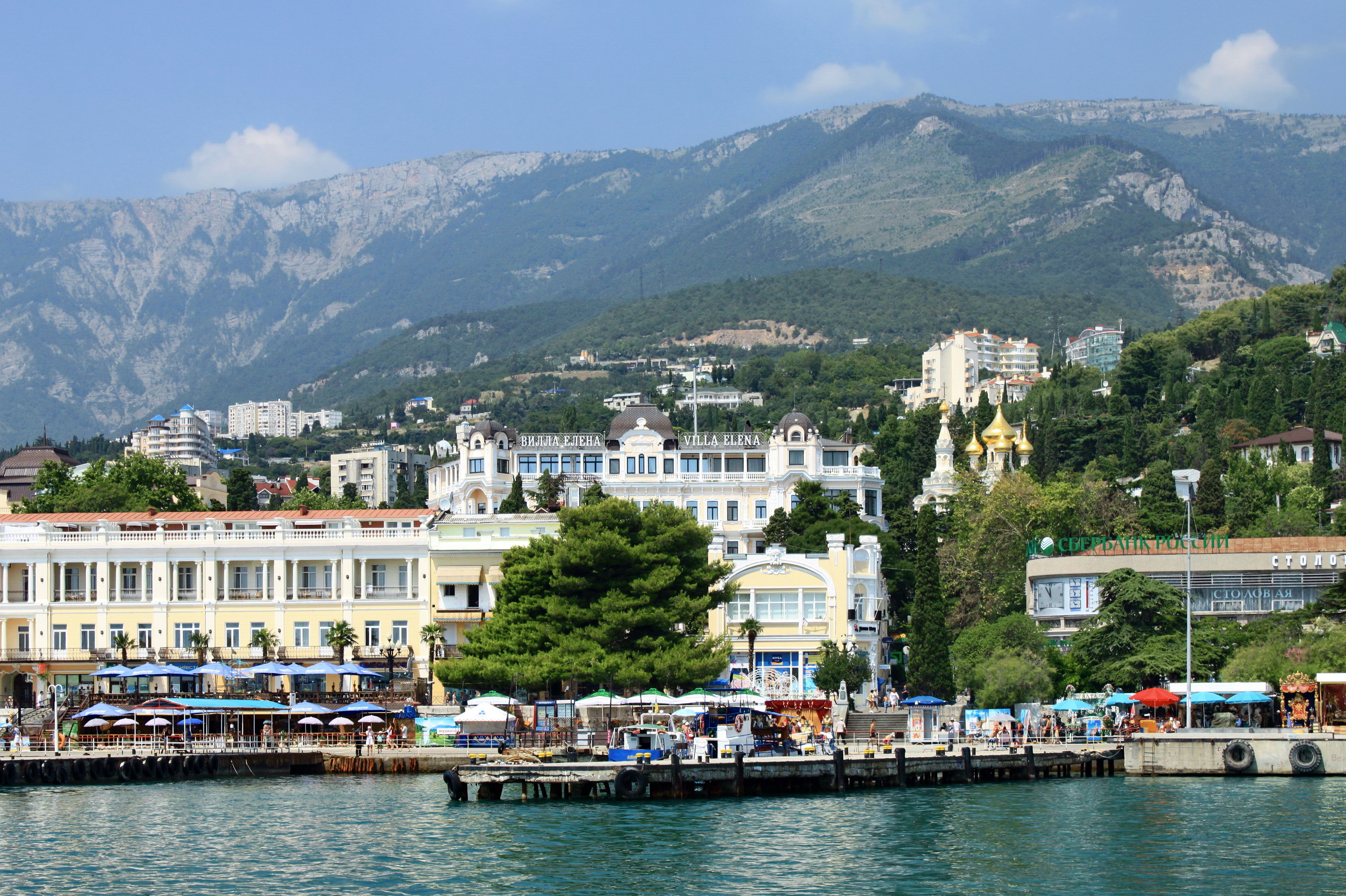
Місто з моря

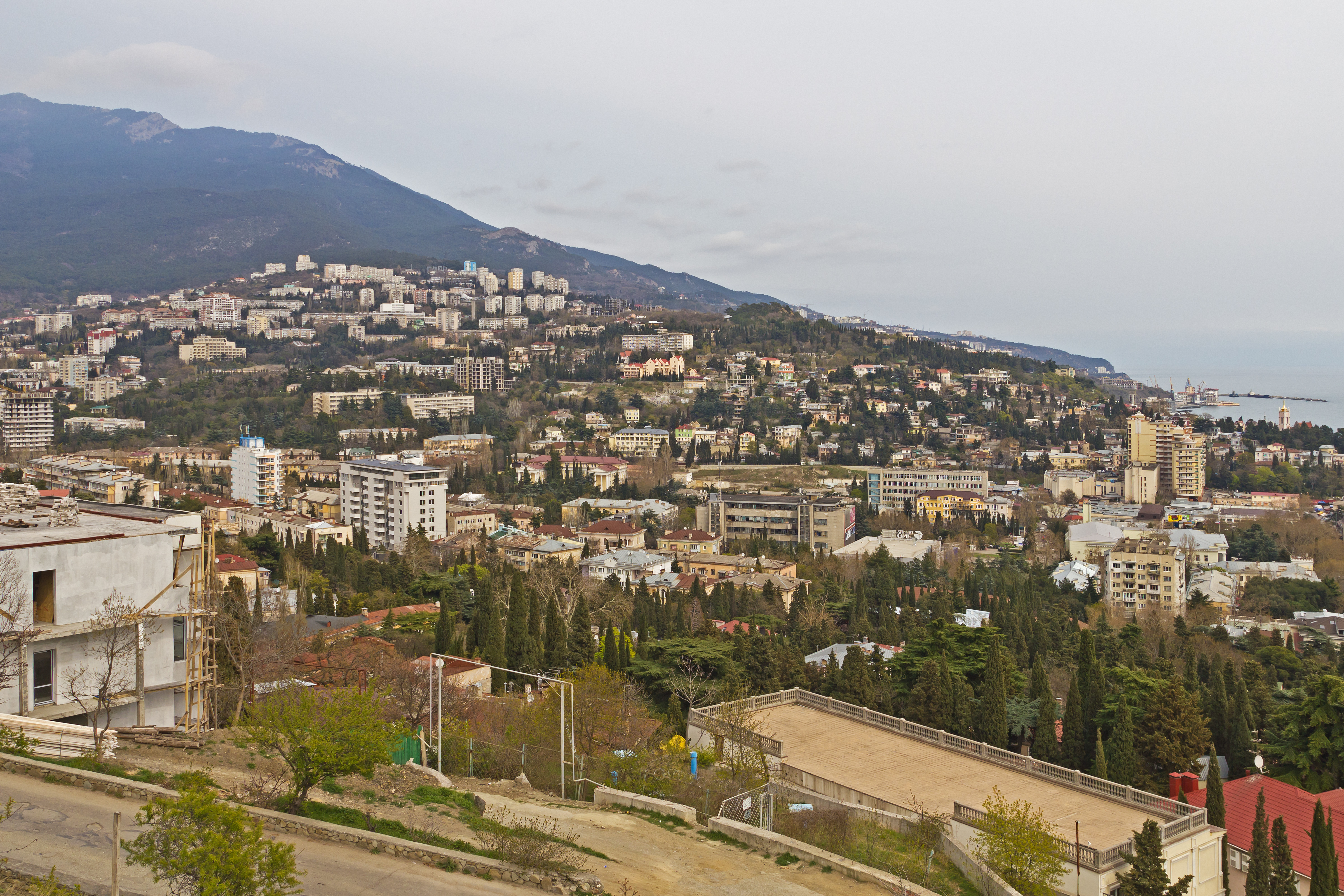
Місто з гір

Територія так званої «Великої Ялти» простягнулася уздовж Чорного моря від мису Сарич до гори Аю-Даг, має ширину берегової смуги від 1—1,5 км на заході, до 4—6 км на сході, довжину берегової лінії — 56 км.
Ялта розташована у великому амфітеатрі, який розділяється горою Дарсан на дві долини річок Учан-Су (Водоспадна) і Дерекойка (Швидка). Через Ялту проходять 7 туристичних маршрутів державного і міжнародного значення.
Важливими лікувально-кліматичними чинниками Великої Ялти є заповідники: Ялтинський гірничо-лісовий (пл. 14,5 тис. га), мис Мартьян (пл. 240 га), Кримський біосферний; пам'ятники садово-паркового мистецтва державного і місцевого значення (415 га), місцеві парки і сквери (1472 га). Найбільшими парками Ялти є — Массандрівський, Лівадійський, Місхорський, Алупкинський.
Протяжність пляжів Великої Ялти — 59 км, їх площа — 600 тис. м².

### Екологія
Екологія Ялти характеризується наявністю екологічних проблем. Так, недоочищені стічні води міста скидаються по глибокому колектору у море, річки Учансу та Дерекойка виносять у море велику кількість нафтопродуктів, завислих часток та органічних речовин, а у відвали скидається сірка та сірчисті сполуки, що утворюються при очищенні видобутого газового конденсату. В той же час міський транспорт є основним акустичним забруднювачем та одним з основних забруднювачів атмосфери та гідросфери.

### Клімат
Клімат м'який, сухий, субтропічний середземноморського типу, гірсько-морський. Зима м'яка; літо дуже тепле, сухе, сонячне. Середня річна температура повітря +13°С, лютого +4°С, липня +23°С. Опадів 700 мм на рік, кількість днів з опадами — 85 в рік, тривалість сонячного сяйва — 2250—2300 год/рік.
| Клімат Ялти                                                        | Клімат Ялти | Клімат Ялти | Клімат Ялти | Клімат Ялти | Клімат Ялти | Клімат Ялти | Клімат Ялти | Клімат Ялти | Клімат Ялти | Клімат Ялти | Клімат Ялти | Клімат Ялти | Клімат Ялти |
| Показник                                                           | Січ.        | Лют.        | Бер.        | Квіт.       | Трав.       | Черв.       | Лип.        | Серп.       | Вер.        | Жовт.       | Лист.       | Груд.       | Рік         |
| Абсолютний максимум, °C                                            | 17,8        | 19,0        | 27,8        | 28,5        | 33,0        | 34,2        | 39,1        | 39,1        | 35,0        | 31,5        | 25,3        | 22,8        | 39,1        |
| Середній максимум, °C                                              | 7,1         | 7,1         | 9,5         | 14,4        | 19,8        | 24,7        | 28,2        | 28,4        | 23,4        | 17,8        | 12,4        | 8,6         | 16,8        |
| Середня температура, °C                                            | 4,4         | 4,0         | 6,1         | 10,7        | 15,8        | 20,6        | 24,1        | 24,4        | 19,3        | 14,2        | 9,2         | 5,9         | 13,2        |
| Середній мінімум, °C                                               | 2,3         | 1,6         | 3,5         | 7,7         | 12,6        | 17,2        | 20,3        | 20,5        | 15,9        | 11,2        | 6,7         | 3,7         | 10,3        |
| Абсолютний мінімум, °C                                             | −12,2       | −12,3       | −7,3        | −3,8        | 2,8         | 7,8         | 12,2        | 8,9         | 3,9         | −1,1        | −8,9        | −7,4        | −12,3       |
| Середня кількість сонячних годин на місяць                         | 74,4        | 81,2        | 136,4       | 180,0       | 235,6       | 285,0       | 316,2       | 291,4       | 234,0       | 167,4       | 99,0        | 68,2        | 2168,8      |
| Норма опадів, мм                                                   | 76          | 60          | 51          | 33          | 34          | 36          | 31          | 46          | 41          | 53          | 68          | 83          | 612         |
| Днів з опадами                                                     | 11          | 9           | 10          | 10          | 9           | 9           | 6           | 6           | 8           | 9           | 10          | 12          | 109         |
| ------------------------------------------------------------------ | ----------- | ----------- | ----------- | ----------- | ----------- | ----------- | ----------- | ----------- | ----------- | ----------- | ----------- | ----------- | ----------- |
| Джерело: pogoda.ru.net (1981-2010) та Hong Kong Observatory (2011) |             |             |             |             |             |             |             |             |             |             |             |             |             |

## Населення
Національний склад населення Ялтинської міськради за переписом 2001 р.:
|                 | чисельність | частка, % |
| росіяни         | 91 408      | 65,5      |
| українці        | 38 604      | 27,6      |
| білоруси        | 2 204       | 1,6       |
| кримські татари | 1 877       | 1,3       |
| вірмени         | 813         | 0,6       |
| татари          | 476         | 0,3       |
| євреї           | 424         | 0,3       |
| азербайджанці   | 368         | 0,3       |
| поляки          | 286         | 0,2       |

## Історія
На території сучасної Ялти знайдені археологічні пам'ятники епохи бронзи, поселення таврів, з перших століть н. е. існувало поселення греків-колоністів Яліта (надалі називалася Галіта, Джаліта, Кауліта, Геаліта, Еталіта, сучасна назва, ймовірно, з 16 сторіччя). За легендою, шукаючи нові землі, греки потрапили у сильний шторм. Вони блукали в акваторії Чорного моря кілька тижнів і втратили будь-яку надію на порятунок. Аж тут один з членів екіпажу корабля закричав: «Ялос!», що в перекладі означає «Берег».
У VI столітті Ялта опинилася під владою Візантії, що була на той час однією з найбільших держав світу. Саме у цей період в місті з'явилися перші церква та фортеця. Що найунікальше — руїни цієї фортеці збереглися й донині й розташовані поблизу найбільшого в Україні водоспаду Учан-Су.
Після 1261 року контроль над південним берегом Криму, включно з Ялітою, відійшов генуезцям. Почався справжній розквіт регіону, який тривав до 1471 року — перша серйозна чорна дата в історії Ялти, яку зруйнував потужний землетрус.
1475 року підпала під владу Османської імперії. У 1778 році російські війська, які захопили півостів, депортували місцеве християнське населення (урумів та румеїв) у Приазов'я. Депортовані з кримської Ялти осіли поблизу Маріуполя Донецької області, де створили однойменне селище — Ялту.
З 1783 року Ялта разом з усім Кримом анексована Російською імперією. Селище практично знелюдніле, в ньому лишилися хіба рибалки з сім'ями, церква та прикордонна сторожа, що складалася з батальйону греків-колоністів. Вже в 1838 році Ялта офіційно стала містом, яке з 1860-х років почала розвиватися як курорт. Ялта відіграла значну роль в історії України. Варто також зазначити, що значний внесок в розвиток та розбудову Ялти зробили й українці. Зокрема, тут понад 20 років жив та працював лікарем український поет та фольклорист Степан Руданський. Доклався до розбудови міста й інший український лікар — Володимир Дмитрієв. За його ініціативи в Ялті відкрили водопровід, каналізацію та метеостанцію.

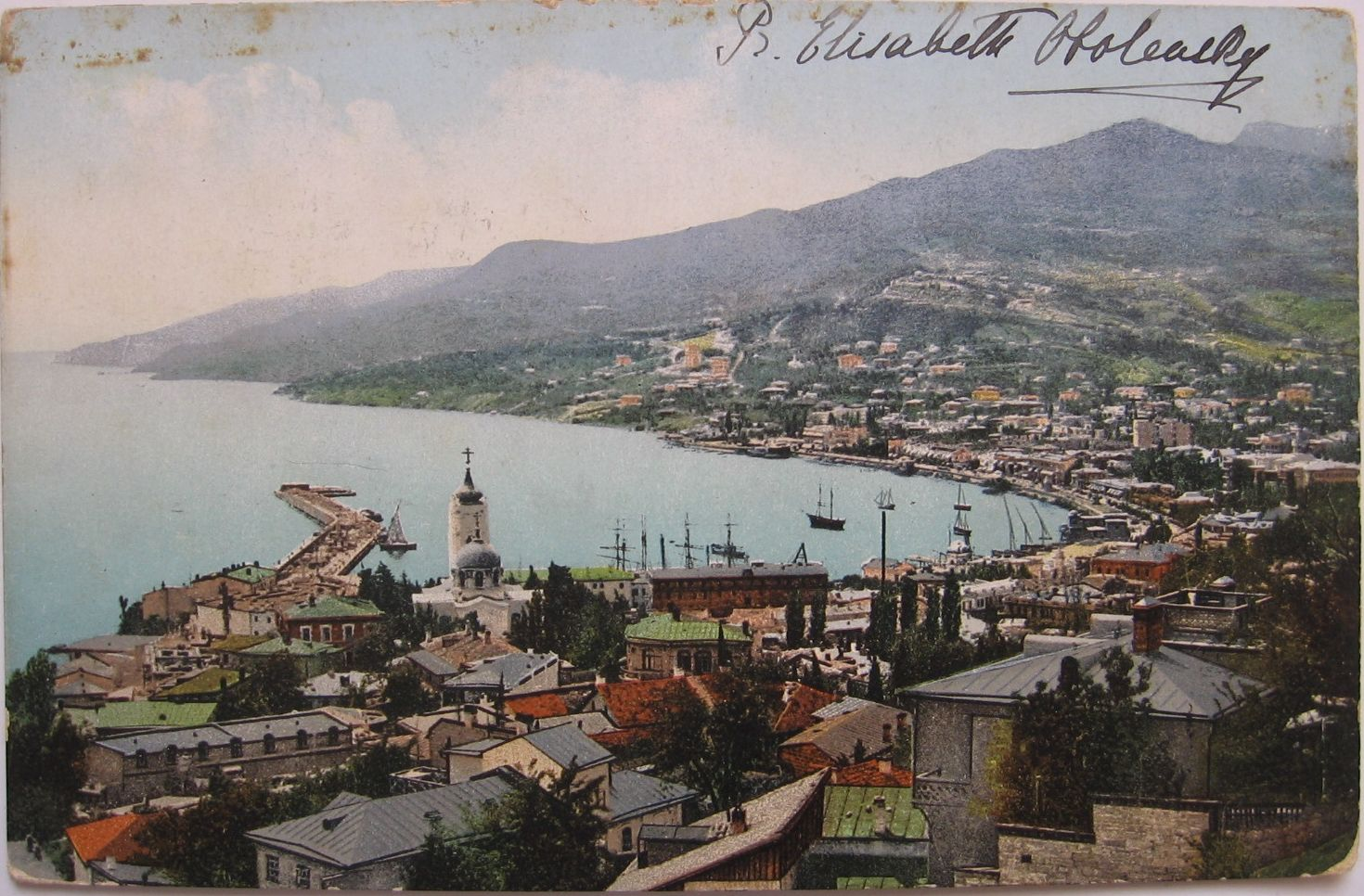
Ялта на початку XX століття (листівка)

Відомий терапевт Сергій Боткін вважав клімат Південного узбережжя Криму цілющим і рекомендував Олександру II придбати тут дачу. З 1866 року дачне селище Лівадія (нині — селище Ялтинського району) стає літньою резиденцією династії Романових.
В Ялті жили і лікувалися представники української інтелігенції: Леся Українка, Михайло Коцюбинський, Олександр Олесь, Микола Костомаров.
В 1920 році Ялта стала ареною червоного терору, більшовицькими бойовиками тут було страчено близько 5 тисяч осіб.
У травні 1944 року з Ялти та її околиць до Узбекистану, Казахстану й Таджикістану депортували майже 27 тисяч кримських татар. На їх місце завезли колгоспників з Воронезької, Курської, Орловської та Білгородської областей.
У лютому 1945 року про Лівадію говорить весь світ: у палаці відбулася Ялтинська конференція голів урядів трьох провідних держав антигітлерівської коаліції — СРСР, США і Великої Британії.
У радянський період (починаючи з 20-х років XX ст.) на Південнобережжі розгортається рекреаційне будівництво, розраховане на масового споживача санаторно-курортних послуг; під здравниці переобладнують колишні палаци, вілли, дачі.
1954 року Ялта у складі Кримської області була передана до Української РСР. З 1991 року — у складі незалежної України.
У березні 2014 року в результаті анексії Криму місто опинилось під контролем Росії.

### Есперанто-рух
Ялта є єдиним містом пост-радянського регіону, де є меморіальні дошки, присвячені міжнародній мові Есперанто. Дві меморіальні дошки встановлені піонерам есперантського руху: М. Бровку та І. Островському.
Меморіальна дошка доктору І. Островському встановлена на його будинку. В 1905 році він перший отримав дозвіл на видання російської есперантської газети і власноруч редагував її. Він був той, хто того ж року на першому Всесвітньому конгресі есперантистів ініціював офіційне прийняття есперанто-прапора
Меморіальна дошка есперанто-письменнику М. Боровку встановлена на будівлі першої міської бібліотеки, де він був її першим директором. М. Боровко був першим автором оригінальних новел мовою есперанто, які з'явились в «La esperantisto».

## Адміністративний устрій
До складу регіону Великої Ялти входять 2 міста (Ялта і Алупка), 21 селище і 9 сіл.

## Економіка

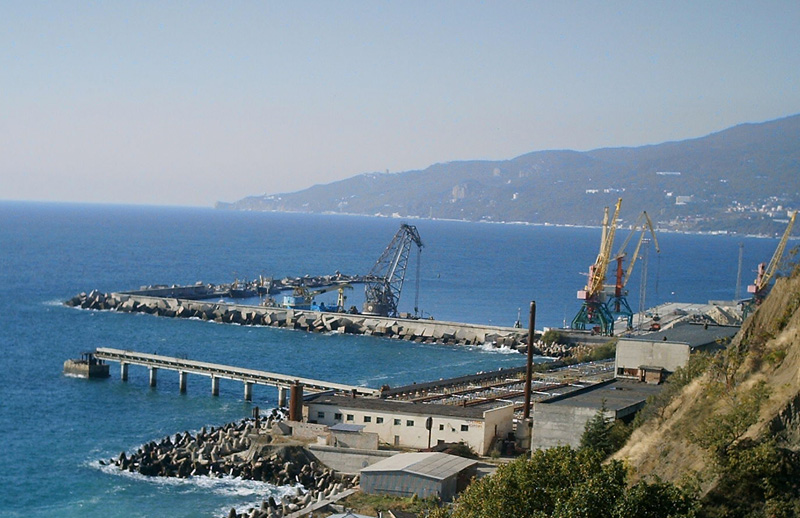
Ялтинський порт

Промисловість регіону представляють 17 підприємств. Підприємства харчової промисловості виробляють 95 % обсягу промислової продукції (зокрема виноробна — 42 %, рибна — 19 %).
На території Великої Ялти розташовано Національне виробничо-аграрне об'єднання «Масандра» (засновано на початку XX століття), заводи «Лівадія» і «Гурзуф», які входять до складу об'єднання, а також Головний завод НВАО «Масандра».
Сільськогосподарське виробництво спеціалізується на виноградарстві (високоякісні сорти — Мускат білий, чорний, рожевий, Каберне, Токай, Альбільо, Сапераві, Піно та інші), фруктів і тютюну. Сільське господарство представлене такими підприємствами: заводи «Гурзуф» і «Лівадія», колишній рибколгосп «Промінь».
У структуру транспорту і зв'язку входять: Укртелеком, Кримська дирекція ПП «Електрозв'язок», Ялтинський морський торговельний порт.
Будівництво: Кримспецгідрорембуд, РСУ ЯО ЗАТ «Укрпрофздравниця».
Торгівля: КП «Ялтинський міськкоопринкторг», ОАТП «Ялтинський плодоовощкомбінат».
Житлово-комунальне господарство: ВО водопровідно-каналізаційного господарства, КП «Ялтатеплокоммуненерго».
Санаторно-курортна сфера: готельні комплекси «Ялта-інтурист», «Ореанда», МДЦ «Артек» і багато інших.
Банки і фінансові установи: Укрсоцбанк м. Ялти, ЗАТ «Біополіс».
Органи державного управління: Фонд комунального майна міста Ялти.

## Інфраструктура

### Охорона здоров'я
У регіоні представлені всі типи установ лікувального і оздоровчого характеру, загальною кількістю 144 (на 39 тис. місць), з них 115 (на 34,7 тис. місць) — річного функціонування. До Ялтинського курортного району входять місто Алупка і селища Гурзуф, Лівадія, Ореанда, Гаспра, Кореїз, Сімеїз, Форос.
До курортних установ Великої Ялти належать: 70 санаторіїв і пансіонатів, 16 будинків відпочинку, 17 пансіонатів, 18 баз відпочинку, 8 оздоровчих таборів, 4 туристичних бази і кемпінгу, 11 готелів. Основний лікувальний засіб — кліматотерапія. Показання: хронічні захворювання легень і верхніх дихальних шляхів (нетуберкульозного характеру), хвороби серцево-судинної і нервової систем тощо. В Ялті знаходиться Ялтинський науково-дослідний інститут фізичних методів лікування і медичної кліматології імені І. М. Сєченова. Курорт функціонує цілий рік.

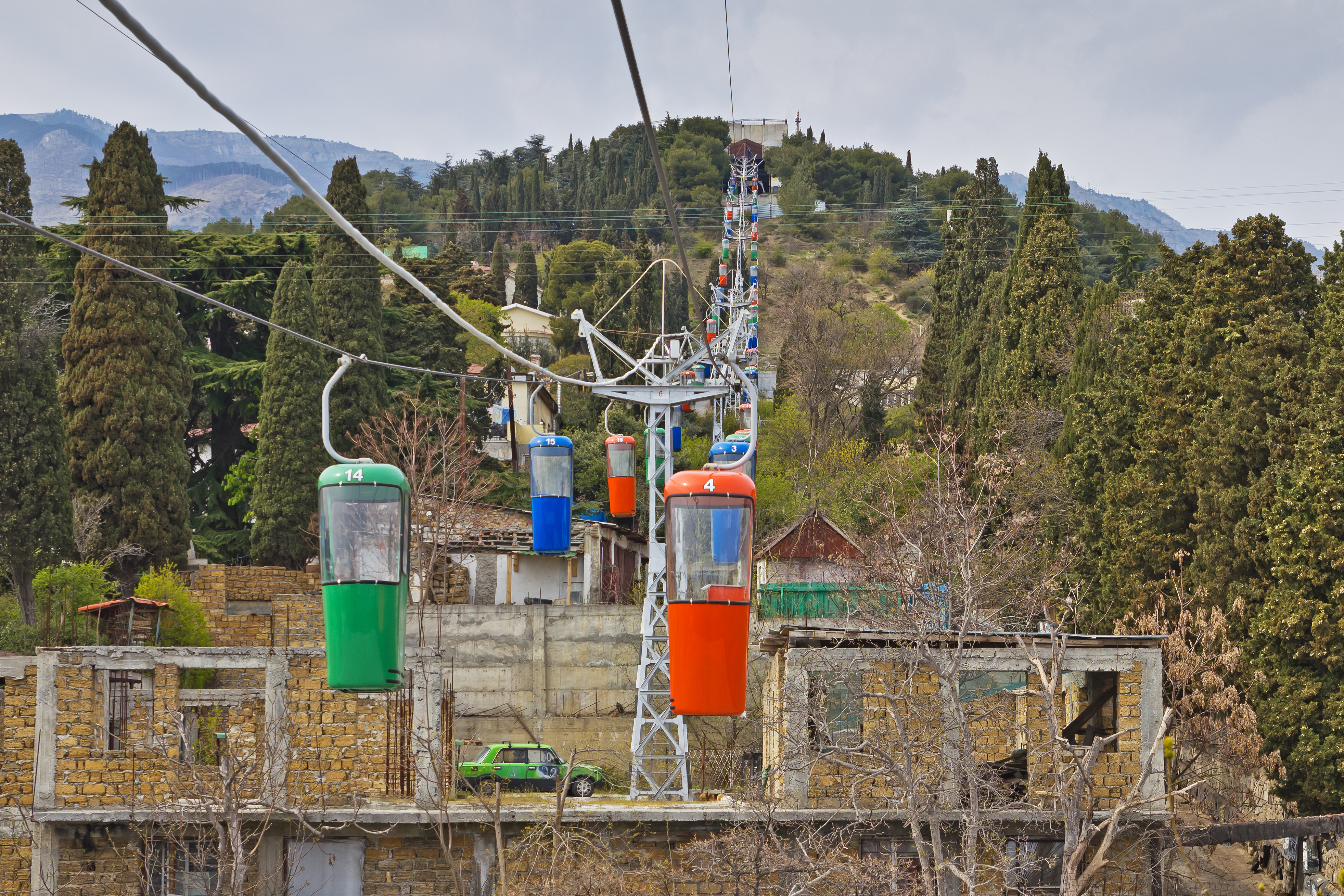
Канатна дорога у Ялті

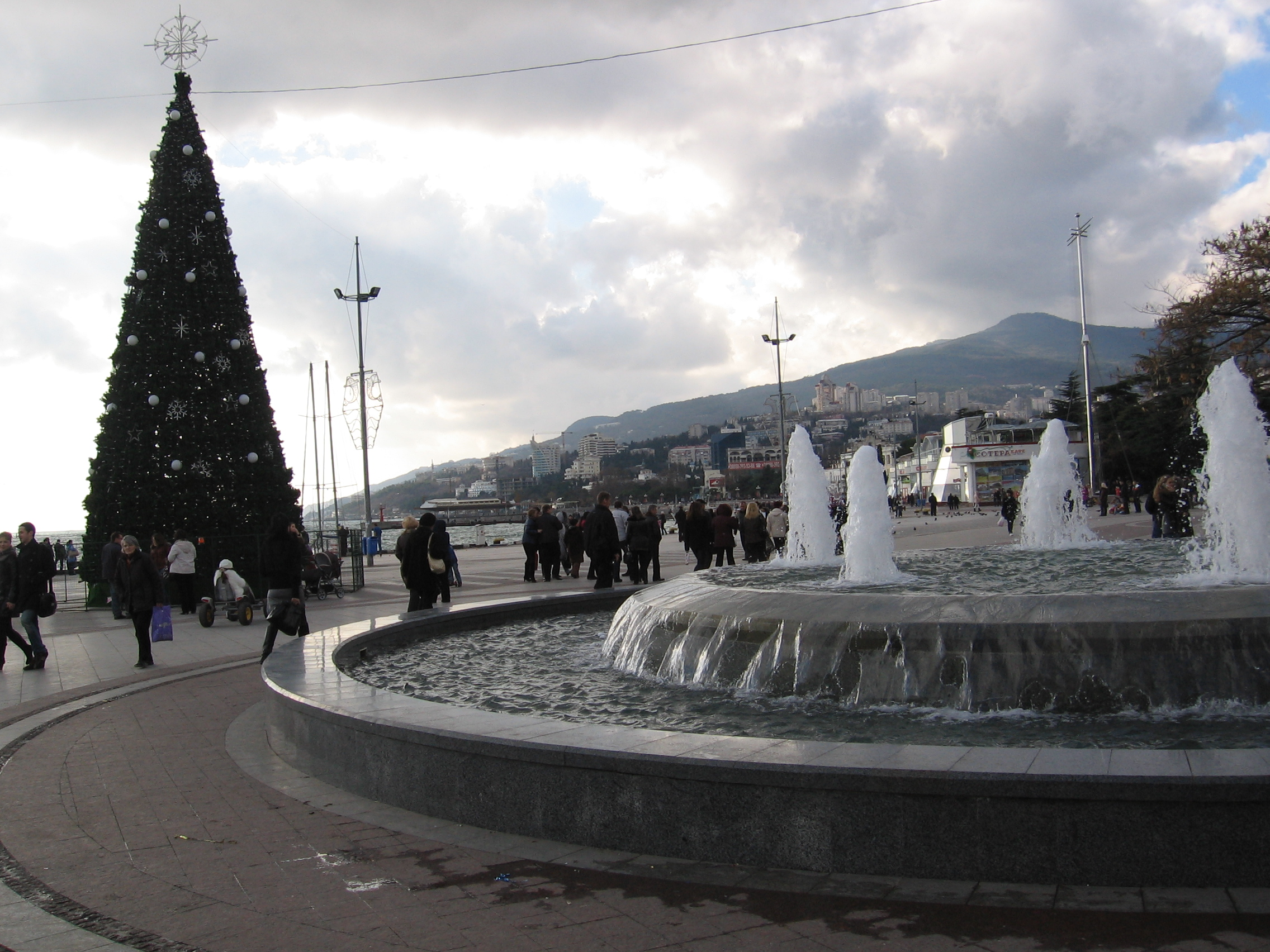
Фонтан на набережній у Ялті

Від середньовіччя в Ялті збереглися руїни укріплень, залишки храму в печері Іограф. За радянських часів у 1936 році архітекторами П. Крижанівським, В. Ковальським було споруджено санаторії «Курпати» (тепер корпус носить назву «Пальміро Тольятті»), 1972 року архітектором Ю. Набоком санаторій «Чорноморський» та інші. За проектом І. Татієва 1975 року було добудовано будинок міськкому Компартії України (закладено 1955 року), зведено готель «Ялта» (1980 рік, архітектор А. Полянський).

### Транспорт

Тролейбусна зупинка «Ялта-Симферополь»

Велика Ялта має розвинену транспортну інфраструктуру, яка обслуговує потреби курорту. Головним сухопутними транспортними артеріями є автомагістралі Сімферополь—Алушта—Ялта і Севастополь—Ялта—Алушта—Феодосія. Відстань до облцентру становить близько 80 км і проходить автошляхом E105, з яким збігається М18. Із Сімферополем пов'язана тролейбусним сполученням. Міжміський автобусний рух обслуговує автовокзал.
Морське транспортне обслуговування забезпечує Ялтинський морський торговельний порт в Ялтинській бухті, який приймає вантажні і пасажирські (зокрема круїзні) судна. Ялтинський вантажний торговий порт забезпечує переробку і відправку вантажів, каботажні і міжнародні перевезення. Ялтинський пасажирський порт здійснює перевезення відпочиваючих і жителів Ялти уздовж Південного берега Криму.

## Освіта, наука та культура
Культурний потенціал Великої Ялти складають: Алупкинський палацово-парковий комплекс, Лівадійський палац-музей, Ялтинський державний історико-літературний музей, будинок-музей А.Чехова, Кримська кіностудія «Ялтафільм», театр ім. А.Чехова, концертний зал «Ювілейний», централізована бібліотечна система, музей О.Пушкіна в Гурзуфі, меморіальний музей Лесі Українки.
У місті функціонують 35 спортивних організацій (спортивні секції по 21 виду спорту, з них 12 видів — олімпійських). Відомі ялтинські спортсмени: Л.Османова, А.Веденмєєр, А.Рісник, Ю.Солодков, Р.Загороднюк, збірна команда м. Ялти по городковому спорту (капітан — А.Бабич).
Найпопулярнішими масовими міськими заходами є «Кримська зима», «Зимове море», спортивні свята, приурочені до дня міста, Дню спорту України.
Влітку Ялта стає одним з центрів культурної життя країни, літньою столицею України. Тут проводяться фестивалі театру і кіно (Міжнародний фольклорний фестиваль, з 1999 р.); Міжнародний телекінофорум «Разом» (з 2000 р.), Міжнародний фестиваль класичної музики «Зірки планети», фестиваль «Море друзів», «Біля Чорного моря» та інші.
У місті легалізована діяльність 285 суспільних об'єднань громадян, з них — 17 регіональних відділень політичних партій і 57 релігійних організацій.
Велика Ялта давно привертає видатних людей. Тут побували сотні письменників, композиторів, художників, кінематографістів, відомих співаків і акторів.
Науковий потенціал Великої Ялти представляють 5 науково-дослідних і наукових інститути (НДІ винограду і вина «Магарач», Державний Нікітський Ботанічний Сад, НДІ курортології, фізіотерапії ім. Сеченова, Ялтинський філіал Кримського НДІ проектування, Ялтинський філіал Кримкурортпроекта).
У Ялті 26 загальноосвітніх шкіл (16540 учнів), вечірня школа (1020 учнів); 30 дитячих садків (1890 дітей), 6 позашкільних установ (3800 дітей); функціонують 5 навчально-виховних комплексів «школа — дитячий садок», УВК «Школа — дитячий садок» № 15 з українською мовою навчання, ЕНВК «Школа майбутнього».
У Великій Ялті є Кримський республіканський професійно-технічний навчальний заклад «Ялтинське вище професійне училище будівельних і харчових технологій» — державний навчальний заклад III атестаційного рівня.
У Ялті діють також вищі навчальні заклади: Республіканський вищий навчальний заклад «Кримський гуманітарний університет» (державний заклад), Ялтинський університет менеджменту (приватний заклад), комерційний технікум Національного університету харчових технологій, медичний коледж.

## Туризм
- Ялтинська набережна
- Центр органної музики (неподалік Лівадійського палацу, вул. Батуріна,4, в колишньому приміщенні електростанції палацу. Орган створив Володимир Хромченко.)
- Православна Церква Св'ятого Іоана Золотоустого,
- Православний собор Олександра Невського,
- багато інших православних храмів,
- мечеть Дерекой Джамі,
- мечеть Ай-Василь Орта-Джамі,
- римсько-католицький костьол,
- вірменська церква, побудована в 1909—1014 роках архітектором Г. Тер-Мікеляном за ескізами художника Вардгеса Суренянца
- будинок-музей А. П. Чехова,
- будинок-музей Лесі Українки,
- колишній палац Еміра Бухарського. Зведений в 1907–1911 рр.
- «Галявина казок»,
- музей скульптури і флористики,
- Козацька віха (Ялта)
- перший в Україні приватний зоопарк «Казка».

У місті поставлено ряд пам'ятників відомим діячам, митцям, поетам: А. Чехову (1953, скульптор Г. Мотовилов), В. Леніну (1954, скульптор П. Яцино), борцям за владу Рад (1969, скульптор Ю. Орєхов), Лесі Українці (1972, скульптор Г. Кальченко), Ханжонкову О..
|                                         |
| Православний собор Олександра Невського |

|                      |
| Мечеть Дерекой Джамі |

|                   |
| Вірменська церква |

|                     |
| Ялтинська набережна |

|                                                                 |
| Готель «Маріїно», в якому мешкали: А.П. Чехов, В.В. Маяковський |

## Ялта: зимова фотосесія

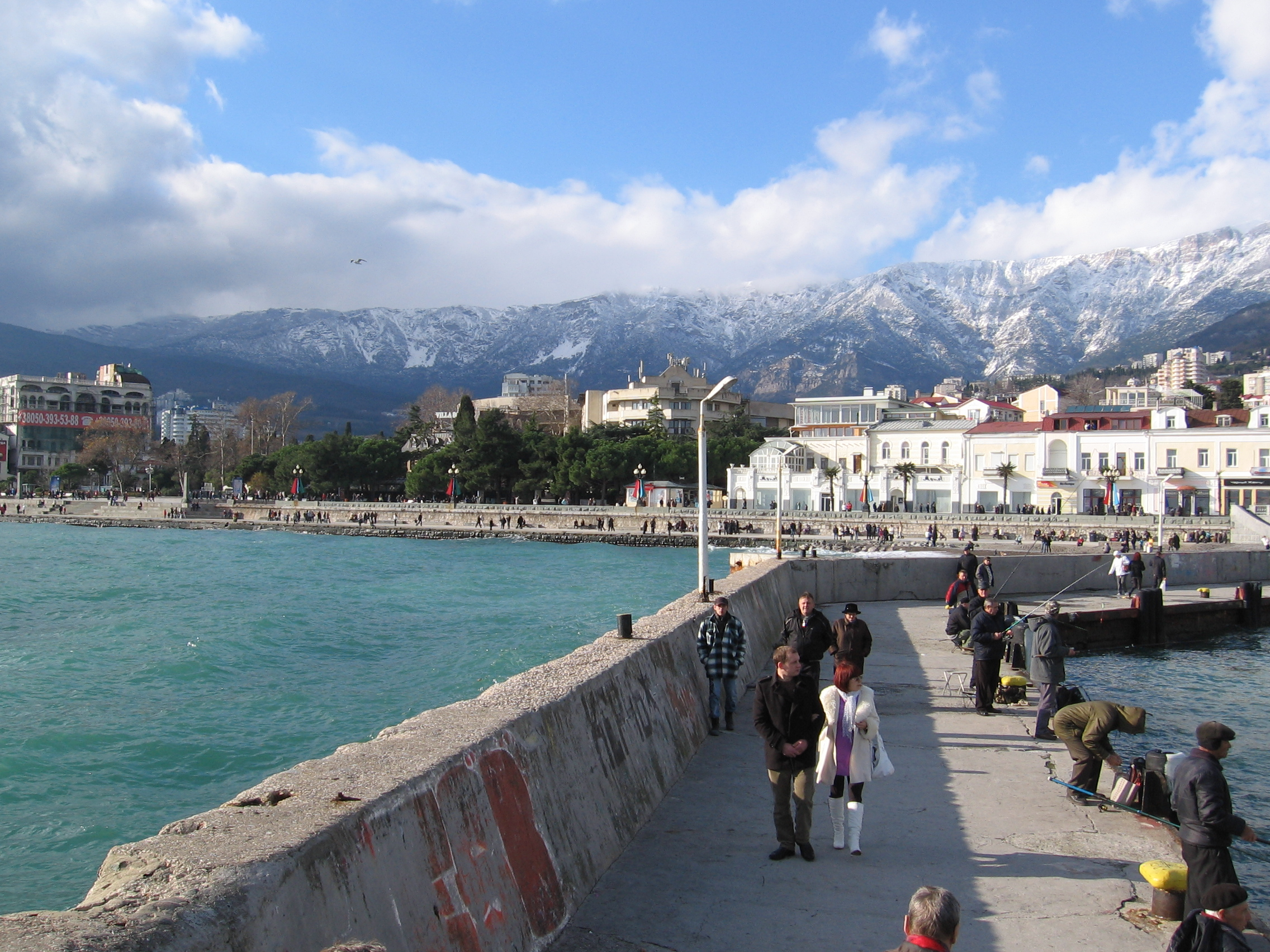
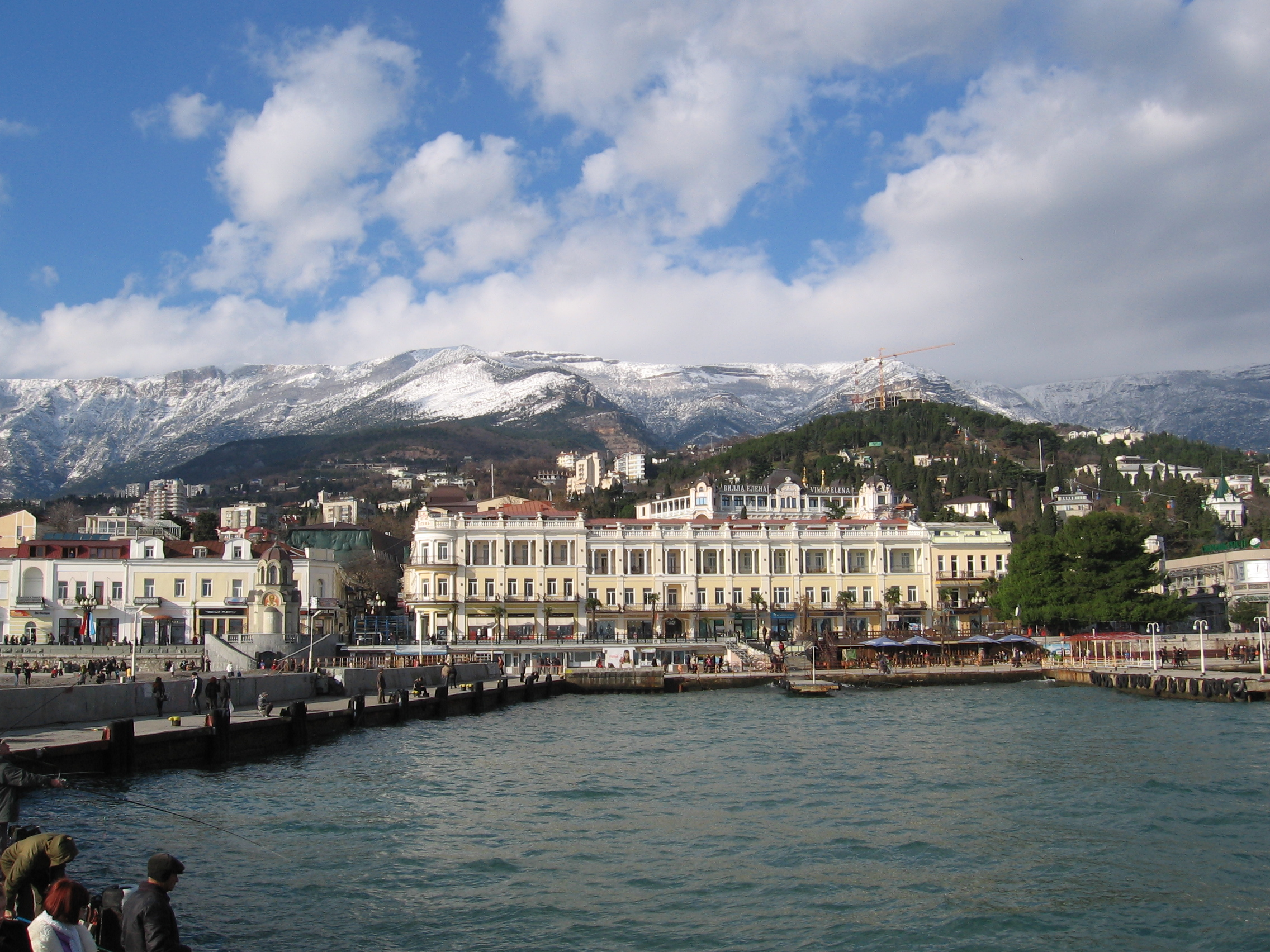
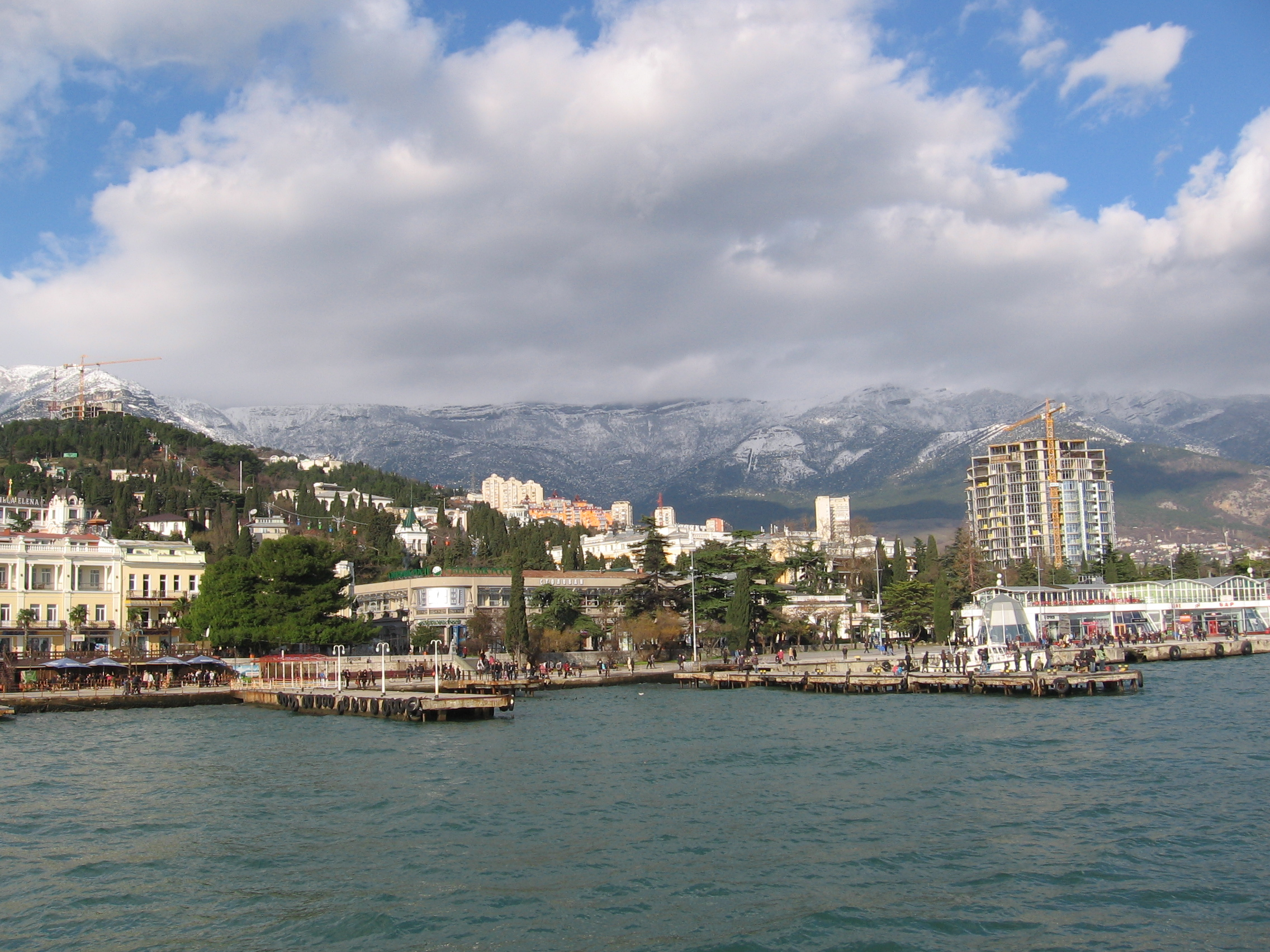
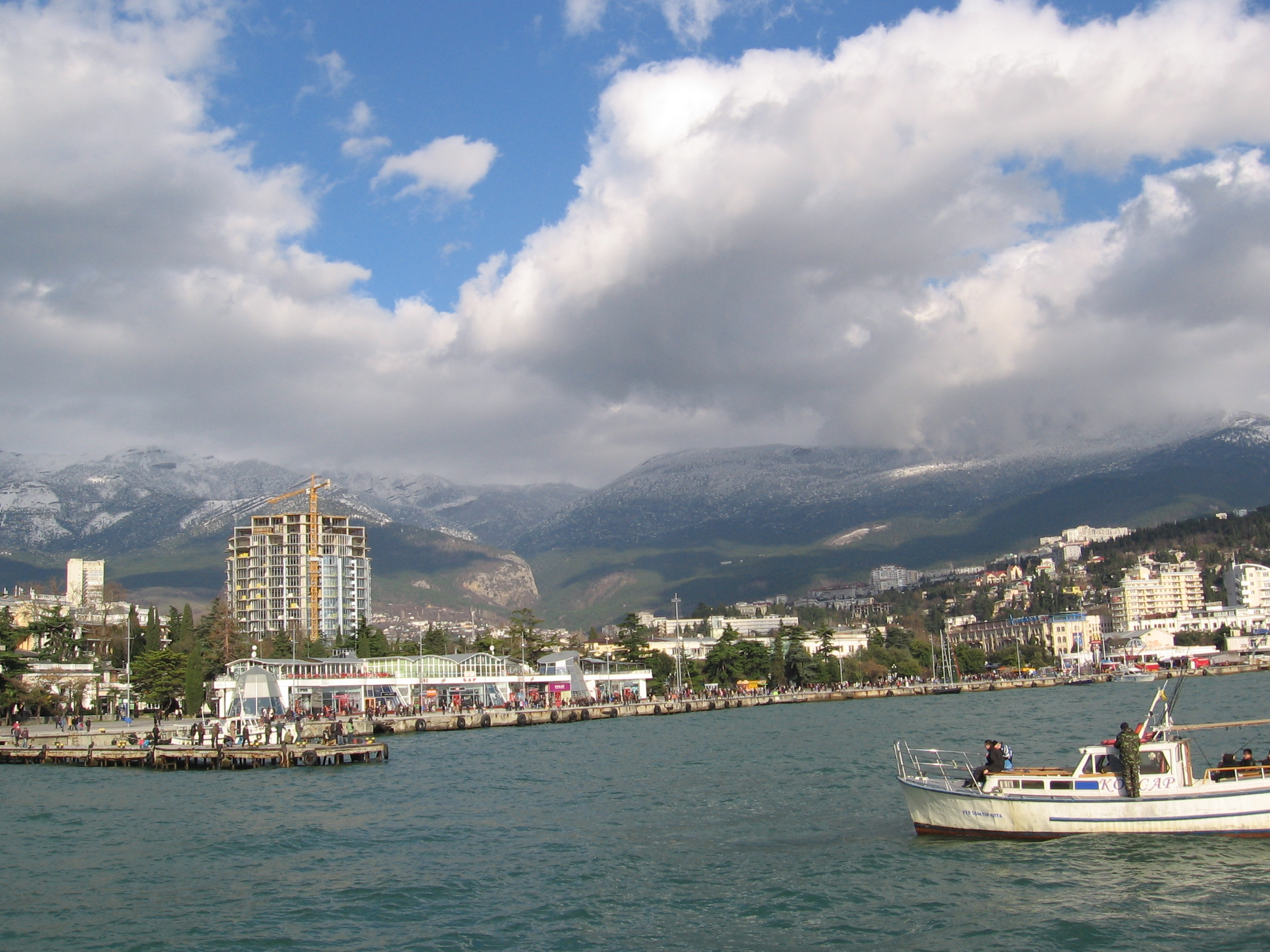
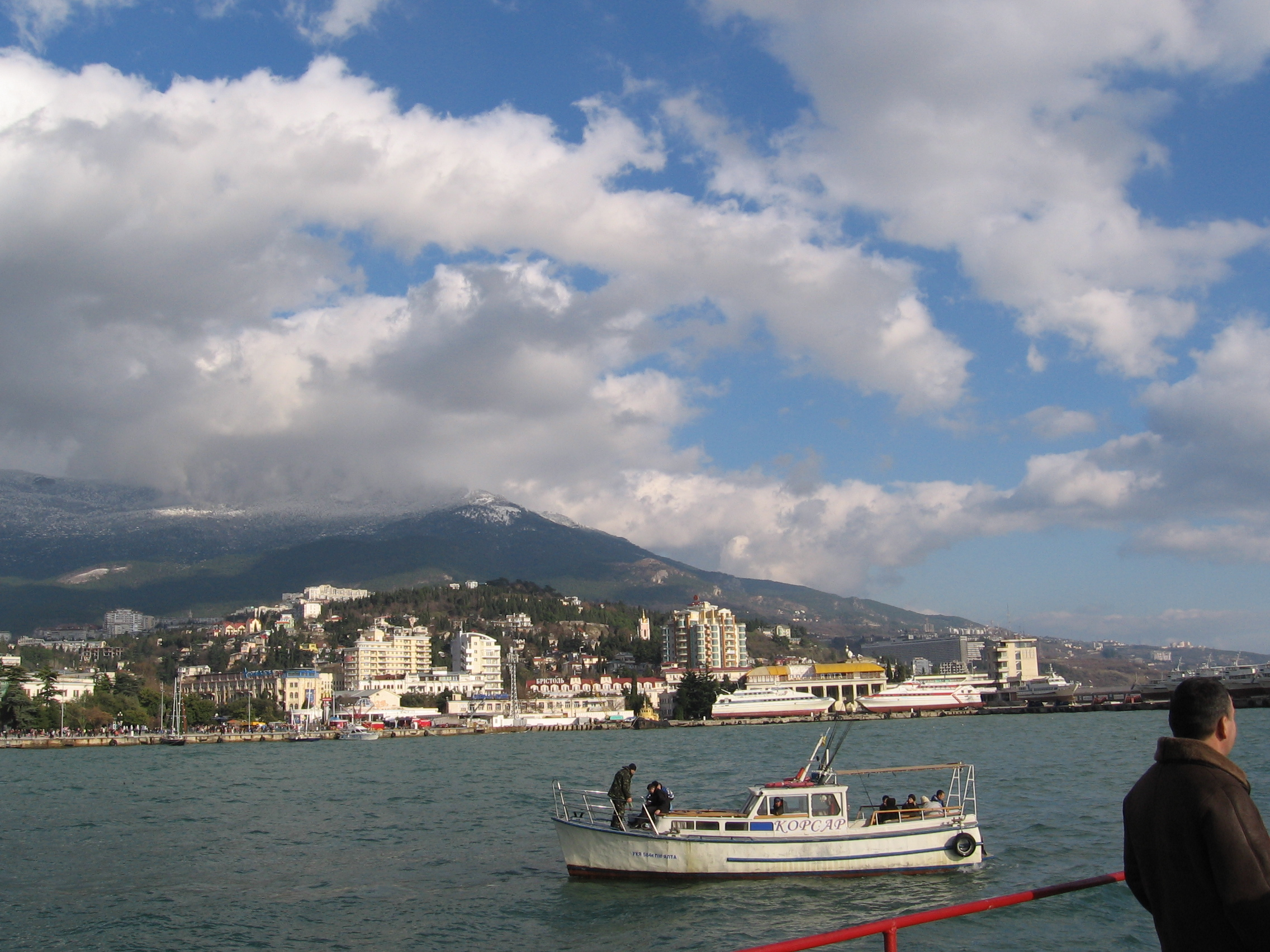

## Відомі люди
- Горська Алла Олександрівна — українська художниця-шістдесятниця і відомий діяч правозахисного руху 60-х років в Україні.
- Гуляницький Олексій Феодосійович — український диригент, народний артист УРСР.
- Лігнау Олександр Георгійович — Генерал-хорунжий збройних сил Української Держави.
- Літровник Володимир Кимович — український звукооператор.
- Лучина Ніна Іванівна (1918—1989) — український кінокритик.
- Алла Назимова (справжнє ім'я Міріам Левентон) — американська акторка театру та кіно, удостоєна двох зірок на Алеї Слави Голівуда.
- художник Алісов Михайло Олександрович.
- Танський Володимир Іванович — відомий ентомолог, доктор біологічних наук, професор; народився у Ялті.
- Медведєв Володимир Олександрович (1929—1988) — російський актор.
- Навроцький Володимир Володимирович — український вчений, доктор медичних наук, професор, громадський діяч, краєзнавець, жив і помер у Ялті.
- Андреєв Микола Петрович — український живописець, протягом 1966—1994 років працював художником-оформлювачем Ялтинських художньо-виробничих майстерень.
- Олійник Ганна Петрівна — українська художниця, понад 50 років пропрацювала у Ялтинській організації Спілки художників України.
- Останній Галина Опанасівна — українська художниця, протягом 1950—1989 років працювала в Ялтинських художньо-виробничих майстернях.
- Володимир Гаврилюк — український військовий, з 2000 року жив в місті, навчався у Кримському гуманітарному університеті, після російської окупації переїхав на Вінниччину, загинув 13 грудня 2022 року під час боїв з окупантами в районі села Терни на Донеччині.[13]

У Ялті свого часу бували О. Пушкін (1820), О. Грибоєдов (1825), О. Островський (1860), М. Некрасов (1876), Л. Толстой, М. Коцюбинський, М. Кропивницький, Леся Українка., Володимир Вернадський, М. Заньковецька, М. Садовський та ін. Тут жив і похований С. Руданський, поховані російський композитор В. Калінніков, український поет Є. Григорук, білоруський поет М. Богданович. З цим курортним містом пов'язаний тривалий період життя і діяльності А. Чехова, який тут зустрічався з Максимом Горьким, І. Буніним, О. Купріним, І. Левітаном, трупою Московського художнього театру на чолі з К. Станіславським. У 1901—1914 роках в Ялті жив вірменський композитор та диригент О. Спендіаров.

## Міста-побратими
| - Улан-Уде, Росія - Санта-Барбара (Каліфорнія), США - Рієка, Хорватія - Поццуолі, Італія - Ніцца, Франція | - Акапулько, Мексика - Баден-Баден, Німеччина - Батумі, Грузія - Ейлат, Ізраїль - Галац, Румунія |